# Paragus milkoi
Paragus milkoi är en tvåvingeart som beskrevs av Sorokina 2003. Paragus milkoi ingår i släktet stäppblomflugor, och familjen blomflugor. Inga underarter finns listade i Catalogue of Life.